# Paulus Severini
Paulus Severini (geboren zwischen 1500 und 1510 im Amt Ripen; gestorben 1569 in Eutin) war ein dänischer Mönch und späterer evangelischer Pfarrer.

## Leben und Wirken
Paulus Severinis Eltern sind nicht bekannt, ebenso wenig der Name seiner Ehefrau. Bekannt ist, dass eine Tochter seinen späteren Amtsnachfolger Paul Junge heiratete.
Chronisten des 17. Jahrhunderts aus Eutin wie der Pastor Samuel Praetorius und der Konrektor Friedrich Cogel (Cogelius) schrieben, dass Severini ein Mönch aus Ripen gewesen sei, der nach Wittenberg ging in der Absicht, dort gegen Luther zu sprechen. In der Stadt und an ihrer Universität, in deren Matrikel er nicht verzeichnet ist, ließ er sich von reformatorischen Ansichten überzeugen. Danach ging er in seine Heimat zurück und bot Christian III. an, für ihn tätig zu werden. Dieser vermittelte ihn 1535 an den Bischof Detlev von Reventlow, der ihn noch im selben Jahr zum Pastor von Eutin ernannte. Hier wirkte er bis Lebensende als Reformator der Stadt.
Severini geriet in Auseinandersetzungen mit dem Kapitel des Kollegiatstifts Eutin über die Nutzung der Michaeliskirche und der Pfarreinnahmen. Das Kapitel verweigerte ihm den Einlass in den Chor der Kirche. Während dieser Zeit stand er unter dem Schutz Christians III. Der neue Lübecker Bischof Balthasar Rantzau versuchte als Nachfolger von Reventlows 1537, für Eutin eine Regelung wie am Schleswiger Dom zu finden, wo katholische und lutherische Gottesdienste in derselben Kirche stattfanden. Laut Testament des Stiftsdekans fanden in Eutin 1542 aber keine katholischen Gottesdienste mehr statt.
Severini wurde in Eutin als eingesetzter Reformator nicht unbedingt freundlich empfangen, fand aber schnell Unterstützer unter den Einwohnern. Die Große Gilde, die viele Mitglieder und Einfluss hatte, ernannte ihn zu ihrem Vikar. Ab 1545 bekam er, wie mehrere andere Stiftsgeistliche und der Dekan, Zuwendungen das Kalands von Eutin. Er wohnte in einer Stiftskurie, obwohl er nie zum Kapitel gehörte.
Während Severinis Amtszeit in Eutin konsolidierte sich das Luthertum in der Stadt. Dazu trug die 1558 gegründete evangelische Schule und ein 1565 berufener evangelischer Kaplan bei. 1599 entstand ein neues Pfarrhaus. Dies geschah unter der Leitung von Bischof Eberhard von Holle.